# Freiwillige Krankenversicherung
Die freiwillige Krankenversicherung nach § 9 Fünftes Buch Sozialgesetzbuch (SGB V) ermöglicht es in Deutschland Erwerbstätigen, die nicht in der gesetzlichen Krankenversicherung (GKV) versicherungspflichtig sind, sich in der GKV zu versichern. So haben z. B. Arbeitnehmer mit einem beitragspflichtigen Jahreseinkommen über der Jahresarbeitsentgeltgrenze (2020: 62.550 €) die Wahl, sich freiwillig bei einer Krankenkasse oder einem privaten Krankenversicherer zu versichern.

## Versicherungsberechtigung
Die freiwillige Krankenversicherung greift vor allem dann, wenn entweder eine vorher bestehende Versicherung in der Krankenkasse endet oder für Personen, denen der Zugang zur gesetzlichen Krankenversicherung ermöglicht werden soll, weil sie durch eine Versicherungspflicht oder durch eine andere Versicherung nicht erfasst werden. Der Gesetzgeber verwendet hierfür den Begriff der „Versicherungsberechtigung“ (Fünftes Buch Sozialgesetzbuch, zweiter Abschnitt).
Gemäß § 9 Abs. 1 SGB V können sämtliche Personen, die als Mitglied aus der Versicherungspflicht ausgeschieden sind und eine bestimmte Vorversicherungszeit erfüllen, der Versicherung freiwillig beitreten. Dabei ist unerheblich, aus welchem Grund die Pflichtmitgliedschaft bestand. Weiterhin können sich auch Personen, bei denen der Anspruch auf eine Familienversicherung erlischt, bei Erfüllen der Vorversicherungszeit freiwillig versichern.
Während eine Pflichtversicherung unabhängig vom Willen des Betroffenen zustande kommt, ist für die freiwillige Versicherung der Wille von entscheidender Bedeutung. Nur dann, wenn der Betreffende die Absicht schriftlich erklärt, kann eine Versicherung zustande kommen. Ausnahme bildet die Regelung zu den Arbeitnehmern, welche wegen Überschreiten der Jahresarbeitsentgeltgrenze versicherungsfrei werden. Wenn die betreffenden Arbeitnehmer nach Mitteilung seitens der Krankenkasse nicht ihren Austritt innerhalb von zwei Wochen erklären, setzt sich die zuvor bestandene Versicherung als freiwillige Krankenversicherung fort (§ 188 Abs. 4 SGB V).

## Personenkreise
- Mitglieder, deren Versicherungspflicht endet.
- Familienversicherte, deren Anspruch erlischt oder für welche Familienversicherung ausgeschlossen ist.
- Promotionsstudenten allgemein, sowie Studenten, die nicht mehr in der Krankenversicherung der Studenten versicherungspflichtig sind.
- Kinder, für welche eine Familienversicherung ausgeschlossen ist, weil die Voraussetzungen nach § 10 SGB V nicht erfüllt sind.
- Schwerbehinderte (hier können die Krankenkassen unterschiedliche Regelungen haben, weil sie in der Satzung dazu Regelungen treffen).
- Alle Personen, die erstmals im Inland eine Beschäftigung aufnehmen und die versicherungsfrei nach § 6 Abs. 1 Nr. 1 SGB V sind, d. h. deren regelmäßiges Jahresarbeitsentgelt als Arbeiter oder Angestellte die Jahresarbeitsentgeltgrenze übersteigt; Beschäftigungen vor oder während der beruflichen Ausbildung bleiben hierbei unberücksichtigt (§ 9 Abs. 3 SGB V).[2] Angestellte und Arbeiter sollen dadurch unabhängig von der Höhe ihres Einkommens mindestens einmal in ihrem Erwerbsleben die Chance auf eine GKV-Mitgliedschaft erhalten, selbst wenn sie zuvor privat krankenversichert waren und die Vorversicherungszeiten nicht erfüllen.[3]
- Selbständige, die spätestens 3 Monate nach Beginn der Selbständigkeit (Ausschlussfrist) schriftlich den freiwilligen Beitritt zur GKV beantragen. Die geforderte Vorversicherungszeit muss erfüllt sein.
- Aus dem Ausland zurückgekehrte Arbeitnehmer sowie (seit dem 29. Juni 2011[4]) Arbeitnehmer, die eine Tätigkeit bei einer zwischenstaatlichen oder überstaatlichen Organisation beenden, wenn sie innerhalb von zwei Monaten nach Rückkehr in das Inland oder nach Beendigung ihrer Tätigkeit bei der zwischenstaatlichen oder überstaatlichen Organisation wieder eine Beschäftigung aufnehmen. Voraussetzung ist, dass ihre Mitgliedschaft in der gesetzlichen Krankenkasse lediglich aufgrund der Beschäftigung im Ausland oder bei der zwischenstaatlichen oder überstaatlichen Organisation beendet worden war (§ 5 Abs. 9 Nr. 5 SGB V). In bestimmten Fällen zahlt das Bundesverwaltungsamt als Überbrückungsbeihilfe im Auftrag des Auswärtigen Amts einen Zuschuss zu den Krankenversicherungskosten während der Arbeitssuche.[5]
- Bezieher einer Rente aus der gesetzlichen Rentenversicherung, die nach dem 31. März 2002 versicherungspflichtig geworden sind nach § 5 Abs. 1 Nr. 11 SGB V, die aber nicht die Vorversicherungszeit in der seit 1. Januar 1993 geltenden Fassung erfüllt hatten und deswegen bis zum 31. März 2002 freiwillige Mitglieder waren.
- Spätaussiedler sowie deren leistungsberechtigten Ehegatten und Abkömmlinge nach § 7 Abs. 2 Satz 1 BVFG innerhalb von sechs Monaten nach Verlegung des ständigen Aufenthaltsortes in das Inland oder innerhalb von drei Monaten nach dem Leistungsbezug von Arbeitslosengeld II, wenn diese im Ausland gesetzlich krankenversichert waren.
- Personen, die in der Vergangenheit laufende Leistungen zum Lebensunterhalt nach dem Bundessozialhilfegesetz bezogen und nie zuvor in der gesetzlichen Krankenversicherung oder der privaten Krankenversicherung versichert waren (innerhalb von sechs Monaten ab dem Jahresbeginn 2005).
- eine Person, die ab dem 31. Dezember 2018 als Soldat auf Zeit aus dem Dienst ausgeschieden ist (§ 9 Abs. 1 Nr. 8 SGB V).

## Beitrittsfrist, Beginn und Ende
Der Beitritt muss innerhalb von drei Monaten erklärt werden und muss schriftlich erfolgen.
Die freiwillige Versicherung beginnt mit dem Tag, der auf das Ende der Pflichtversicherung oder Familienversicherung folgt; gab es eine solche vorherige Versicherung nicht, beginnt die freiwillige Versicherung stattdessen mit dem Tag des Beitritts. Sie endet durch schriftliche Kündigung, den Abschluss einer Pflichtversicherung (Vorrangversicherung) oder Tod.
Eine Kündigung einer freiwilligen Krankenversicherung ist nur möglich bei Nachweis einer anderen, anschließenden Krankenversicherung oder bei einer Abmeldung aus Deutschland z. B. wegen Auswanderung oder Langzeit-Auslandsaufenthalt. Der Begriff „freiwillige“ Krankenversicherung ist insofern irreführend. Nur der Eintritt ist freiwillig.

## Beitrag

### Allgemeine Grundsätze
Bis zum 1. Januar 2009 legte jede Krankenkasse die Beiträge zur freiwilligen Versicherung individuell fest. Seitdem gelten die vom GKV-Spitzenverband erlassenen einheitlichen Verfahrensgrundsätze zur Beitragsbemessung freiwilliger Mitglieder. Sie werden regelmäßig vom GKV-Spitzenverband überprüft und angepasst. Die Beratung der Versicherten zu ihrer Auslegung und Anwendung obliegt den Krankenkassen vor Ort. Die Beitragsverfahrensgrundsätze waren in der herrschenden Lehre umstritten, allerdings hat das Bundessozialgericht die grundsätzliche Rechtmäßigkeit der Beitragsverfahrensgrundsätze in einem Urteil bestätigt. Lediglich die Regelung zur Beitragshöhe für Bewohner eines vollstationären Heims, nach denen der 3,6-fache Regelbedarf der Regelbedarfsstufe 1 als Einkommen galt, wurde für rechtswidrig erachtet, weil dadurch Beiträge auch auf Einnahmen erhoben würden, die nicht dem allgemeinen Lebensunterhalt dienen, sondern zweckgebunden zur Sicherstellung der Pflege des Heimbewohners geleistet werden. Diese Regelung ist inzwischen geändert worden, sodass als Einkommen nunmehr der 3,2-fache Regelbedarf der Regelbedarfsstufe 3 als Einkommen gilt.

### Aktueller Stand seit dem GKV-Versichertenentlastungsgesetz (ab 1. Januar 2019)
Am 18. Oktober 2018 hat der Deutsche Bundestag und am 23. November 2018 der Bundesrat das GKV-Versichertenentlastungsgesetz (BGBl. 2018 I S. 2387) beschlossen. Das Gesetz trat großteils am 1. Januar 2019 in Kraft. Es entlastet freiwillig gesetzlich Versicherte.
Unter anderem wird seit 2019 eine einheitliche Mindesteinnahme für freiwillig Versicherte und Selbstständige zugrunde gelegt. Sie wurde für das Jahr 2019 auf 1.038,38 € festgelegt (statt zuvor bisher beispielsweise 2.283,75 € für hauptberuflich Selbstständige oder 1.522,50 € bei Gründungszuschuss, Einstiegsgeld oder Härtefall).
| Jahr | Mindestbemessungsgrenze |
| ---- | ----------------------- |
| 2019 | 1.038,38                |
| 2020 | 1.067,67                |
| 2021 | 1.096,67                |
| 2022 | 1.096,67                |
| 2023 | 1.131,67                |
| 2024 | 1.178,33                |
| 2025 | 1.248,33                |

### Regelung bis 31. Dezember 2018
Der Beitrag zur freiwilligen Krankenversicherung bemisst sich nach § 240 SGB V nach der gesamten wirtschaftlichen Leistungsfähigkeit des freiwilligen Mitglieds. Hierbei sind grundsätzlich alle Einnahmen zu berücksichtigen, die dem allgemeinen Lebensunterhalt dienen, also nicht nur Erwerbseinkommen, sondern auch z. B. Zinsen, Mieteinnahmen, der Zahlbetrag der Rente, Versorgungsbezüge und ähnliche Einnahmen.
Das Gesetz legte bis 31. Dezember 2018 u. a. konkret folgende Rahmenbedingungen fest, die für die Beitragsermittlung bindend waren (seit 1. Januar 2019 gelten etwas andere Bemessungsgrenzen):
- Einkommen ist grundsätzlich in der gleichen Höhe zu berücksichtigen, in der es bei einem vergleichbaren Pflichtversicherten berücksichtigt würde. Der Mindestbetrag liegt jedoch um ca. das 5-fache höher als beim Pflichtversicherten. Der Mindestbeitrag berechnet sich aus dem Beitragssatz (wie beim Pflichtversicherten) der Bemessungsgrenze, welche bei der Freiwilligen Versicherung bei 2.283,75 € (Stand 2018) und beim Angestellten ca. 450 €.[13]
- Der Beitrag hat ebenfalls eine maximale  Beitragsbemessungsgrenze (§ 240 Abs. 2 Satz 1 SGB V).
- Abstufungen nach Familienstand oder Anzahl der Kinder sind unzulässig (§ 240 Abs. 2 Satz 2 SGB V).
- Pflegegeld darf nicht als Einkommen berücksichtigt werden, ebenso der Gründungszuschuss bis zu einer Höhe von 300 Euro (§ 240 Abs. 2 Satz 3 sowie Satz 4 SGB V).
- Als Mindesteinkommen gilt, auch wenn das Mitglied tatsächlich über ein geringeres oder kein Einkommen verfügt, monatlich ein Drittel der monatlichen Bezugsgröße (im Jahr 2018 sind das 1.015,00 €). Hieraus ergibt sich unter Anwendung des ermäßigten Beitragssatzes (also ohne Krankengeldanspruch[14]) von 14 Prozent ein Mindestbeitrag von 142,10 €; hinzu kommt ggfs. ein von der Krankenkasse erhobener Zusatzbeitrag (§ 240 Abs. 4 Satz 1 SGB V).
- Für hauptberuflich Selbständige gilt als Mindesteinkommen monatlich drei Viertel der monatlichen Bezugsgröße (im Jahr 2018 sind das 2.287,75 €); beziehen sie Gründungszuschuss oder Einstiegsgeld oder liegt ein Härtefall vor, gilt als Mindesteinkommen monatlich die Hälfte der Bezugsgröße (im Jahr 2018 sind das 1.522,50 €); hieraus ergibt sich ein Mindestbeitrag von 319,73 € bzw. 213,15 € (§ 240 Abs. 4 Sätze 2, 3 und 4 SGB V); hinzu kommt ggfs. ebenfalls ein von der Krankenkasse erhobener Zusatzbeitrag (§ 240 Abs. 4 Satz 1 SGB V).
- Einkommen des Ehegatten darf grundsätzlich berücksichtigt werden, aber ist dieser privat versichert und ist deshalb die Familienversicherung der Kinder ausgeschlossen, ist für jedes betroffene Kind ein Freibetrag in Höhe von einem Drittel der monatlichen Bezugsgröße (im Jahr 2018 1.015,00 €) zu gewähren. Ist die Familienversicherung möglich, gilt ein Freibetrag in Höhe von einem Fünftel der monatlichen Bezugsgröße (im Jahr 2018 609 €) (§ 240 Abs. 5 SGB V).
- Wird das Einkommen nicht auf Nachfrage gegenüber der Krankenkasse angegeben, wird von einem Einkommen in Höhe der Beitragsbemessungsgrenze ausgegangen (§ 240 Abs. 1 Satz 2 Halbsatz 2 SGB V).
- Einkommensänderungen können nur zum Ersten des auf die Mitteilung an die Krankenkasse folgenden Monats berücksichtigt werden (§ 240 Abs. 4 Satz 6 SGB V).
- Bezieht eine Person neben eigenem Einkommen eine Rente aus der gesetzlichen Rentenversicherung, ist der Beitrag jeweils für Einkommen und Rente getrennt zu berechnen. Würde dies zu einer Beitragsbelastung oberhalb der Beitragsbemessungsgrenze führen, muss von der Rente nur der Zuschuss nach § 106 SGB VI an die Krankenkasse abgeführt werden (§ 240 Abs. 3 SGB V).
- Rentenantragsteller, die allein deshalb nicht nach § 5 Abs. 1 Satz 1 Punkt 11 SGB V pflichtversichert sind, weil sie versicherungsfrei in der gesetzlichen Krankenversicherung sind, zahlen grundsätzlich den gleichen Beitrag wie vergleichbare pflichtversicherte Rentenantragsteller. Das Mindesteinkommen gilt hier nicht (§ 240 Abs. 4 Satz 8 SGB V).
- Abweichend von den obigen Regelungen zahlen Auslandsstudenten, Schüler einer Fachschule oder Berufsfachschule sowie Wandergesellen einen ermäßigten Beitrag, der sich aus einer entsprechenden Anwendung der Krankenversicherung der Studenten (KVdS) ergibt (§ 240 Abs. 4 Satz 7 SGB V).
- Ebenfalls abweichend von den obigen Regelungen wird bei bestimmten Personengruppen als Einkommen ein Zehntel der monatlichen Bezugsgröße zugrunde gelegt, dies sind im Jahr 2018 304,50 €. Der ermäßigte Beitragssatz ist hier nicht anzuwenden, sondern der allgemeine Beitragssatz, auch wenn kein Anspruch auf Krankengeld besteht, somit ergibt sich ein Beitrag von 44,46 € (§ 240 Abs. 4a SGB V). Diese Personengruppen sind:
  - Personen, deren Leistungsanspruch aufgrund eines beruflich bedingten Auslandsaufenthalts ruht
  - Beamte mit Anspruch auf freie Heilfürsorge (z. B. Polizisten),
  - Entwicklungshelfer,
  - sonstige Fälle, in denen der Leistungsanspruch seit mehr als drei Monaten ruht (z. B. wegen Vollzug einer Freiheitsstrafe oder Absolvierung des Wehrdienstes),
  - Personen, die in einer internationalen Organisation tätig sind.